# هدف ۱ توسعه پایدار
هدف ۱ توسعه پایدار، هدف توسعه پایا ۱، SDG 1 یا هدف جهانی ۱ (به انگلیسی: Sustainable Development Goal 1)، یکی از ۱۷ هدف توسعه پایدار سازمان ملل متحد می‌باشد. این هدف و برنامه در سال ۲۰۱۵ میلادی ایجاد شد و خواستار: «پایان دادن به فقر در همه اشکال است.» عبارت و شعار رسمی این هدف «No Poverty یا بدون فقر» می‌باشد. کشورهای عضو متعهد شده‌اند که «هیچ‌کس را پشت سر نگذارند»: زیربنای این هدف، «تعهد قدرتمندی [بین اعضا مشارکت‌کننده] است» و در آن بیان شده که «هیچ‌کس را پشت سر نخواهیم گذاشت و ابتدا به کسانی که از دیگران عقب‌تر هستند کمک می‌کنیم». هدف SDG 1 ریشه کن کردن هر نوع فقر شدید از جمله کمبود غذا، آب آشامیدنی تمیز و بهداشت آبی و فاضلابی است. دستیابی به این هدف شامل یافتن راه حل‌هایی برای تهدیدات جدید ناشی از تغییرات آب و هوا و تنش و کشمکش‌های بین‌المللی نیز می‌باشد. SDG 1 نه تنها بر افرادی که در فقر زندگی می‌کنند، بلکه بر خدماتی که مردم به آنها تکیه می‌کنند و سیاست اجتماعی که فقر را ترویج می‌کند یا از آن جلوگیری می‌کند نیز تمرکز دارد.
این هدف خود دارای هفت هدف زیرمجموعه‌ای و ۱۳ شاخص اصلی برای اندازه‌گیری میزان پیشرفت است. پنج «هدف زیرمجموعه‌ای نهایی» عبارتند از: ریشه کنی فقر شدید، کاهش تمام انواع فقر به نصف؛ اجرای سیستم و ساختارهای حمایت اجتماعی؛ تضمین حقوق برابر برای مالکیت، توسعه و ایجاد خدمات اساسی و بنیادی، توسعه فناوری و منابع اقتصادی؛ و ایجاد مقاومت و تحمل در برابر بلایای زیست‌محیطی، اقتصادی و اجتماعی. دو هدف زیرمجموعه‌ای دیگر مربوط به «نحوه و ابزارهای دستیابی» SDG 1، بسیج منابع برای پایان دادن به فقر و ایجاد چارچوب‌های سیاست ریشه کنی فقر در همه سطوح می‌باشد.
علیرغم پیشرفت‌های مداوم، ۱۰ درصد از جمعیت جهان در فقر زندگی می‌کنند و برای رفع نیازهای اولیه مانند بهداشت، آموزش و دسترسی به آب و بهداشت دچار مشکل حیاتی هستند. فقر شدید در کشورهای کم‌درآمد، به‌ویژه کشورهایی که تحت تأثیر درگیری‌ها و ناآرامی‌های سیاسی قرار دارند، رواج و شیوع دارد. در سال ۲۰۱۵ میلادی، بیش از نیمی از ۷۳۶ میلیون نفری که در فقر شدید زندگی می‌کردند، در جنوب صحرای آفریقا واقع بودند. بدون تغییر قابل توجهی در سیاست‌های اجتماعی، فقر شدید تا سال ۲۰۳۰ میلادی به طرز چشمگیری افزایش خواهد یافت. نرخ فقر در مناطق روستایی ۱۷٫۲ درصد و ۵٫۳ درصد در مناطق شهری (در سال ۲۰۱۶ میلادی) است. تقریباً نیمی از این نرخ را کودکان شامل می‌شوند.
یکی از شاخص‌های کلیدی که فقر را اندازه‌گیری می‌کند، نسبت جمعیتی است که در آن افراد زیر خط فقر بین‌المللی و ملی زندگی می‌کنند. اندازه‌گیری نسبت جمعیت تحت پوشش نظام‌های حمایت اجتماعی و زندگی در خانوارهایی با دسترسی به خدمات همگانی اولیه دولتی نیز نشان دهنده سطح فقر است. ریشه کنی فقر با همه‌گیری کووید-۱۹ در سال ۲۰۲۰ میلادی دشوارتر شده است. قرنطینه‌های محلی و ملی منجر به فروپاشی فعالیت‌های اقتصادی شد که منابع درآمد را کاهش یا حذف کرد و سبب تسریع سرعت رشد فقر شد. مطالعه ای که در سپتامبر ۲۰۲۰ میلادی منتشر شد نشان داد که در ۲۰ سال گذشته به‌طور پیوسته فقر در حال کاهش بوده است اما با این حال فقر تنها در چند ماه (به دلیل کووید-۱۹) ۷ درصد افزایش یافته است.